# كليبر ريس
كليبر ريس (بالبرتغالية: Cleber Janderson Pereira Reis‏) (5 ديسمبر 1990 في البرازيل - ) هو لاعب كرة قدم برازيلي في مركز قلب الدفاع. لعب مع باوليستا ونادي بونتي بريتا ونادي كورينثيانز ونادي هامبورغ وإيتومبيارا سبورت ‏ وGrêmio Catanduvense de Futebol ‏.

## وصلات خارجية
- كليبر ريس على موقع قاعدة بيانات كرة القدم.إي يو (الإنجليزية)
- كليبر ريس على موقع Soccerway.com (الإنجليزية)
- كليبر ريس على موقع عالم كرة القدم.نت (الإنجليزية)
- كليبر ريس على موقع AS.com (الإسبانية)